# 민무제
민무제(본명 : 이경운, 1978년 2월 21일 ~ )는 대한민국의 배우이다.

## 학력
- 중앙대학교 연극영화과

## 출연 작품

### 영화
- 《리바운드》 (2023년) - 기범 부 역
- 《롱 리브 더 킹: 목포 영웅》 (2019년) - 불법하우스장 역
- 《악인전》 (2019년) - 1팀장 역
- 《어쩌다, 결혼》 (2019년) - 둘째오빠 역
- 《PMC: 더 벙커》 (2018년) - 보좌관 2 역
- 《공작》 (2018년) - 남파간첩 역
- 《신과함께: 인과 연》 (2018년) - 사채업자 역
- 《범죄도시》 (2017년) - 이수파 헐랭이 역
- 《어느날》 (2017년)
- 《대역전》 (2016년) - 최일호 역
- 《무서운 이야기 3: 화성에서 온 소녀》 (2016년) - 봉윤성 역
- 《남과 여》 (2016년) - 세나 남자친구 역
- 《검사외전》 (2016년) - 제비 역
- 《탐정: 더 비기닝》 (2015년) - 선혜남편 역
- 《허삼관》 (2015년) - 하소용 역[3]

### 드라마
- 《지리산》 (2021년, tvN) - 최일만 역
- 《힙합왕 - 나스나길》 (2019년, SBS)
- 《아이돌, 지구를 지켜라》 (2015년, 웹드라마) - 오철진 역
- 《애인 있어요》 (2015년, SBS) - 임금체불한 사장 역[4]